# Stanisław Fryźlewicz
Stanisław Fryźlewicz (ur. 8 kwietnia 1944 w Nowym Targu) – polski hokeista, olimpijczyk.

## Kariera klubowa
Zawodnik grający na pozycji prawego obrońcy. Wychowanek Podhala Nowy Targ, którego barwy reprezentował w latach 1960–1962 i 1968–1975. Z klubem tym pięciokrotnie zdobywał mistrzostwo Polski. Szósty tytuł wywalczył w 1967 grając w barwach Legii Warszawa. Grał także przez dwa sezony w ŁKS Łódź. Ogółem w lidze polskiej wystąpił przez 18 sezonów 345 razy zdobywając 85 bramek.

## Kariera reprezentacyjna
W reprezentacji Polski w latach 1969–1974 rozegrał 135 spotkań strzelając 10 bramek. Wystąpił w Igrzyskach Olimpijskich w Sapporo w 1972 oraz w siedmiu turniejach o mistrzostwo świata (1967, 1969, 1970, 1971, 1972, 1973, 1974).
Po zakończeniu kariery zawodniczej został trenerem. Prowadził między innymi zespół Podhala. W 1996 roku kontynuował karierę trenerską w Niemczech w klubie EV Landsberg.